# Massif du Monte Stello
Le massif du Monte Stello est un massif montagneux de Corse culminant à la Cima di e Follicie (1 324 m). Il est le plus septentrional et le moins élevé des trois massifs de moyenne montagne de l'île (San Petrone, Astu et Stello).

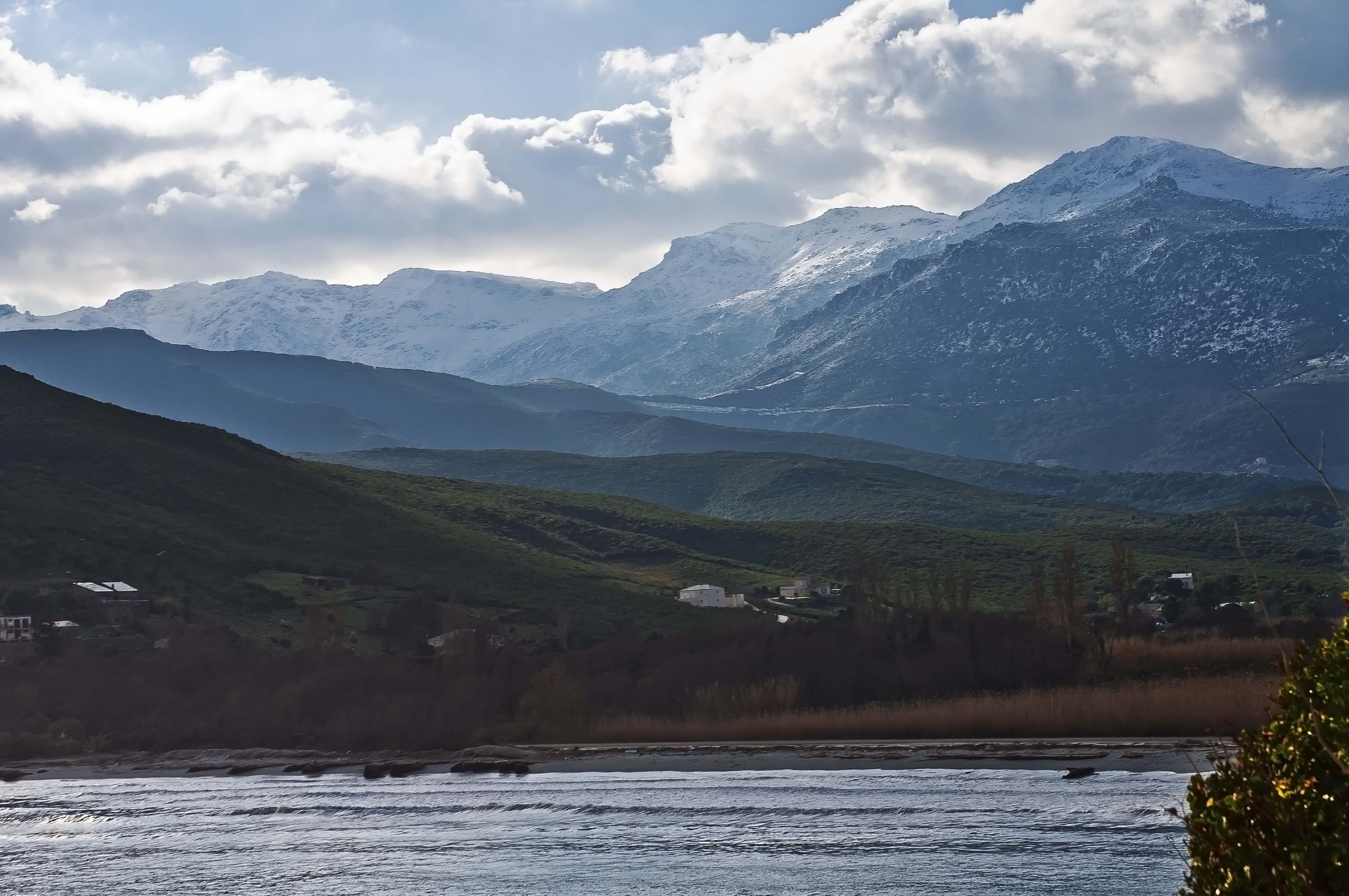
La Cima di e Follicie enneigée (à gauche) vue depuis la plage de Pietracorbara.

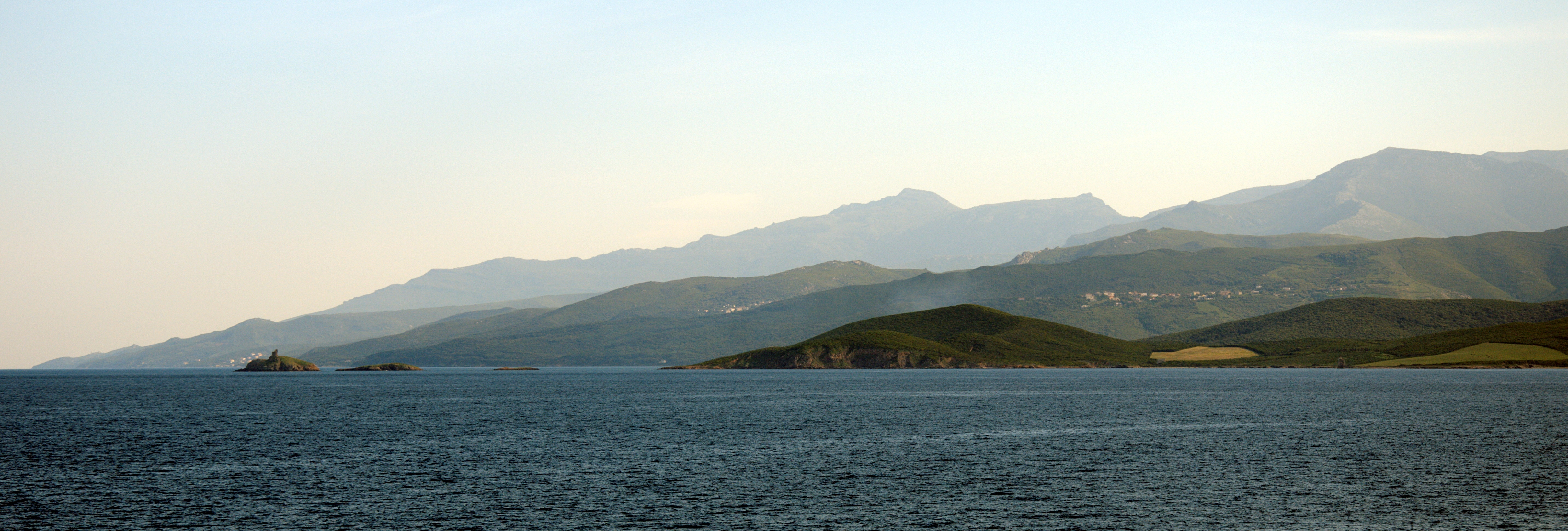
Le Monte Stello depuis les environs des îles Finocchiarola (Rogliano).

## Géographie

### Situation
Le massif du Monte Stello constitue la dorsale montagneuse du cap Corse, à l'extrémité nord-est de l'île. Il s'étend sur plus de 40 kilomètres du nord au sud, depuis la pointe du cap Corse jusqu'au col de Santo Stefano, qui le sépare du massif du Monte Astu.

### Principaux sommets
- la Cima di e Follicie (1 324 m)
- le Monte Stello (1 306 m)
- la cime de Monte Prato (1 282 m)
- la cime de Codoli (1 260 m)
- le Monte Caneto (1 256 m)
- le Monte Capra (1 203 m)
- le Monte Prunu (1 198 m)
- le Monte di a Cibiolla (1 196 m)
- la Croce Viezza (1 165 m)
- le Monte Alticcione (1 139 m)
- le Monte Foscu (1 102 m)
- le Monte di Giagoppa (1 038 m)
- la Cima di Gratera (1 024 m)
- le Monte a Poni (991 m)
- la Serra di Pigno (960 m)
- la cime du Zuccarello (955 m)
- le Monte Cucaru (933 m)
- le Monte Grofiglieta (836 m)
- la Punta di Gulfidoni (606 m)
- le Monte di e Castelle (602 m)